# Pachycephala flavifrons
El silbador de Samoa (Pachycephala flavifrons) es una especie de ave paseriforme de la familia Pachycephalidae.

## Descripción
Se asemeja al silbador dorado, pero el macho posee zonas inferiores más negras, amarillo o blanca en la frente, una garganta negro pálido finamente moteada con pintas amarillas o blancas, y no posee la banda negra en el pecho. La hembra es una versión menos vistosa del macho con una garganta gris pálido.

## Distribución geográfica y hábitat
Es endémica de  Samoa, donde habita en el bosque, plantaciones y jardines.